# Велика війна (1409—1411)

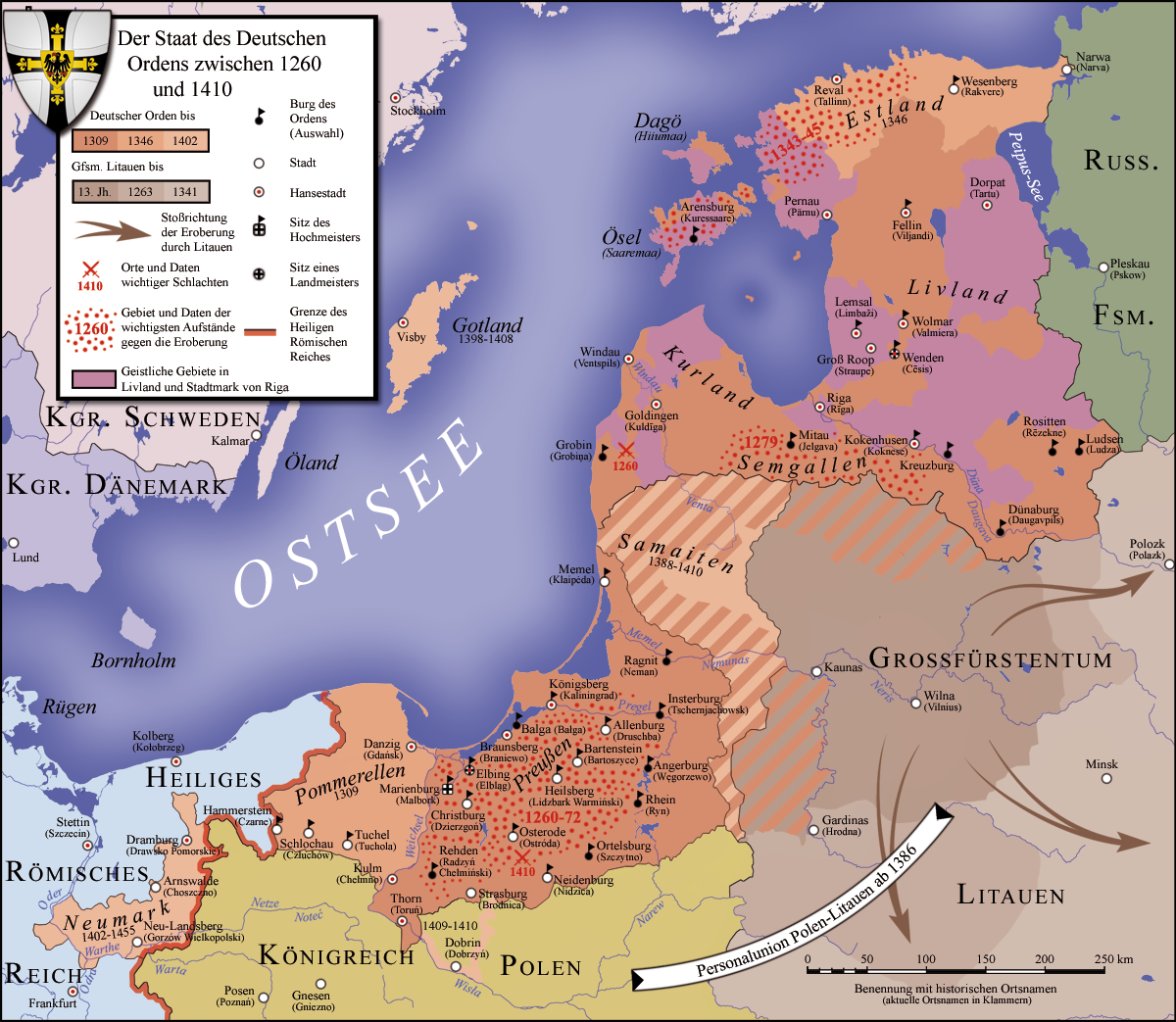
Експансія Тевтонського ордена в 1260-1410

Вели́ка війна́ (пол. Wielka wojna) (1409—1411)  — війна між Тевтонським орденом з одного боку і Великим Князівством Литовським, Руським і Жемайтійським та Королівством Польським з іншого. Розпочалась через намагання Литви повернути Жемайтійські землі після їх захоплення тевтонцями і протистояння експансії, яку проводив Тевтонський орден стосовно литовських земель.

## Хід війни

### Початок і військові дії 1409

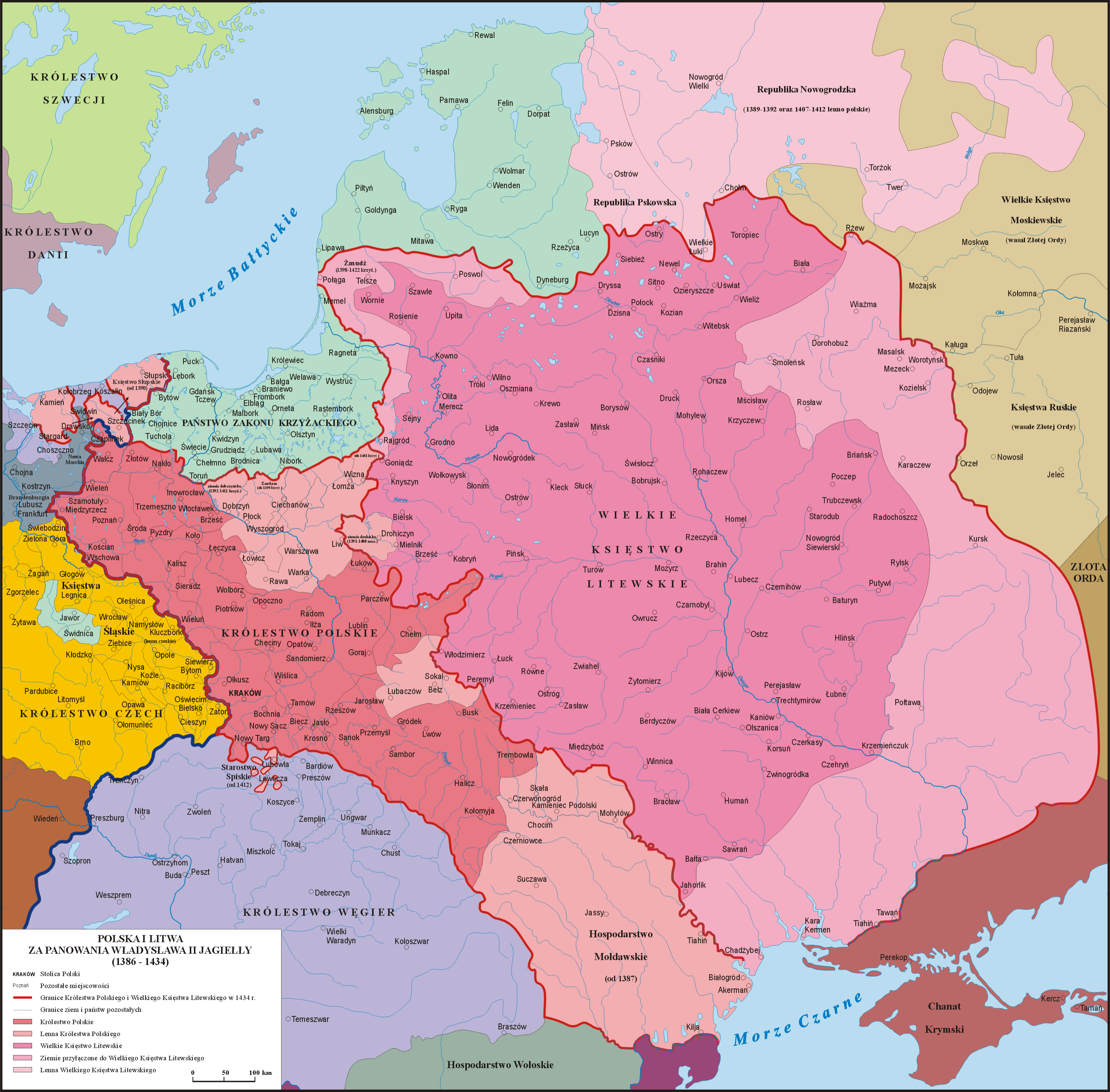
Польща і Литва в 1386—1434

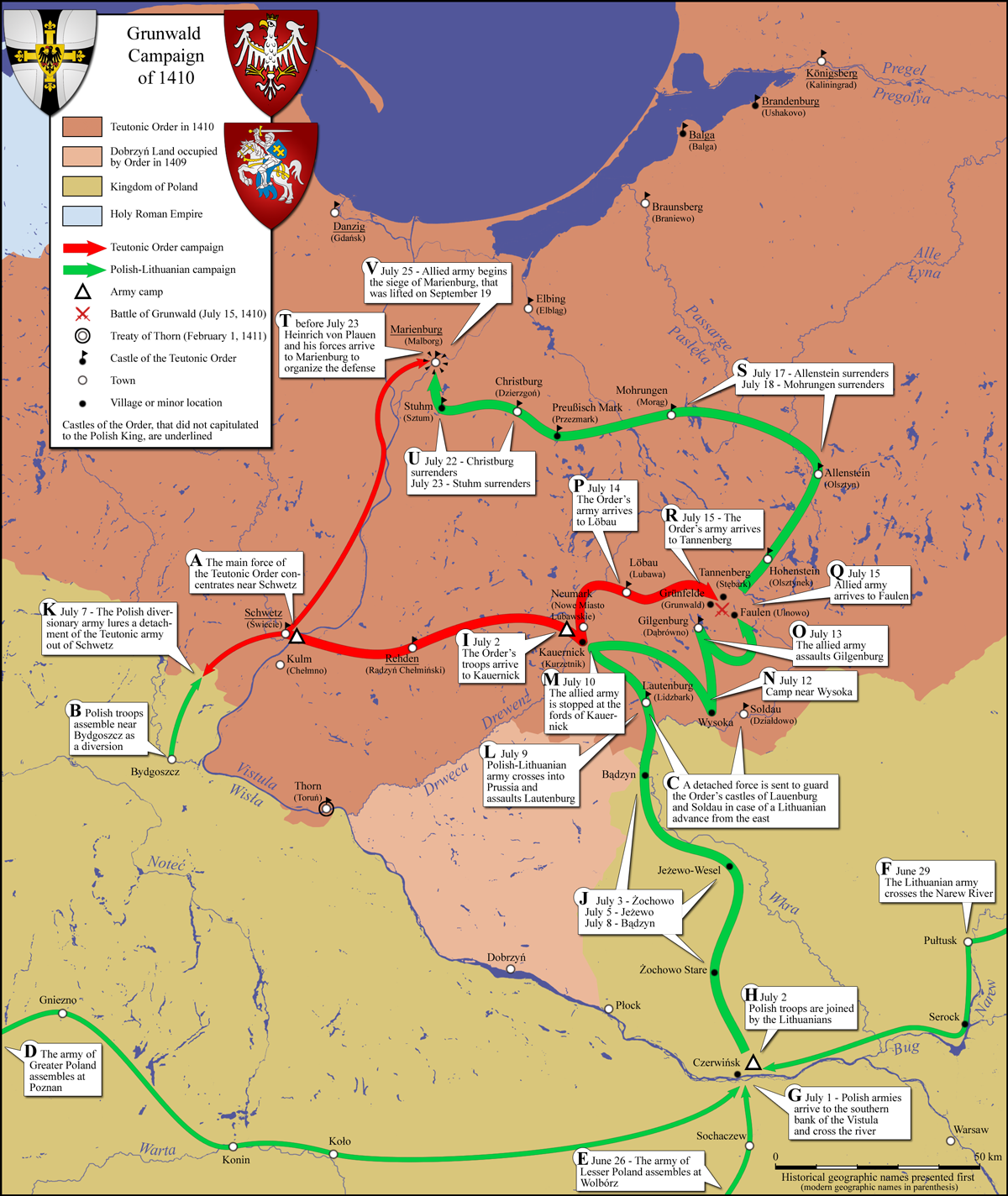
Мапа Грюндвальдської битви 1410 р.

Цей конфлікт був продовженням політики хрестових походів ордена в прибалтійських землях ще з часів Міндовга.
У XIV столітті орден прагнув до підпорядкування земель ВКЛ, особливо князівств на території сучасної Білорусі. Литва постійно піддавалася нападкам лицарів і лише Кревська унія і шлюб Ягайла з Ядвігою полегшили ситуацію і дали можливість Польщі та Литві підготувати війська, щоб дати серйозну відсіч лицарям.
Конфлікт також розвернувся навколо землі жемайтів, яка багато разів входила до складу Лівонії (1254, 1382, 1388), однак кілька разів піднімала повстання проти німців у XIV і XV ст. Ця територія стала однією з територій, яку Литва в ході Великої війни задумала повернути собі.
6 серпня 1409 великий магістр ордена Ульріх фон Юнгінген оголошує війну Польському Королівству і Великому князівству Литовському. Лицарі негайно вторгаються в прикордонні землі і займають кілька польських і литовських укріплень. У відповідь на це польський король Ягайло оголосив «загальне ополчення» («посполите рушення») і за домовленістю з Вітовтом восени 1409 оволодів фортецею Бидгощ. Обидві сторони діяли нерішуче, тому незабаром був укладений мирний договір.
Перемир'я тривало недовго, і вже взимку 1409 Тевтонський орден, Литва і Польща почали готуватися до нової війни. Магістр ордена Ульріх уклав союз з імператором Священної Римської імперії і королем Угорщини Сигізмундом Люксембургом, отримавши тим самим велику підтримку від західноєвропейських феодальних держав. На службу також прийшли іноземні найманці, так що до початку 1410 чисельність орденських військ склала близько 60 тис. воїнів. У боях вони використовували шикування з 4-х ліній, попереду знаходилися найдосвідченіші і найкраще споряджені лицарі.
Польське військо складалося з феодалів, які були зобов'язані прибути на місце збору із зброєю, кіньми і власним загоном, ополчення і невеликих, але добре озброєних загонів найманців. Загони зводилися в «хоругви», в кожну з яких входило понад 500 осіб. Литва формувала військо за територіальним принципом, тобто кожне князівство виставляло загін. У складі литовського війська були присутні російські, українські, білоруські та чеські полки, які вів у майбутньому знаменитий вождь гуситів Ян Жижка, також свої загони привели Новгородський і Мстиславльський князь Лугвеній Ольгердович і татарський хан Джелал ад-Дін. Польські та литовсько-руські хоругви становили кожна приблизно по половині союзного війська. Бойовий порядок польсько-литовських військ у боях складався з 3 ліній: авангарду, який приймав удар і порушував стрій противника, другий, що завдавала по противнику основного удару, і резервної. Взимку 1409/10 років відбулася нарада польсько-литовських командувачів в місті Берестя (після третього поділу Польщі — Брест-Литовський). За планом, затвердженим на цій нараді, необхідно було до літа 1410 зосередити польські загони в Вольборже, а литовські і руські відвести до річки Нарев. Потім планувалося з'єднати полки і вести їх на Мальборк (Марієнбург), який був столицею ордена.

### Хід війни 1410
На початок військових дій, до літа 1410 року, польська армія налічувала 42 польських хоругви, 7 руських і 2 хоругви найманців, литовська ж — 40 хоругов, 36 з яких були руські. Загальна чисельність союзницької армії перевищила 60 тис. осіб, тим самим перевищивши чисельність лицарів (за іншими даними, союзне військо налічувало 16-17 тис. чол., у тому числі 3 тис. татар, а військо ордена — 11 тис. чол., у тому числі 4 тис. лицарів, 3 тис. зброєносців і 4 тис. арбалетників). 26 червня 1410 військо під проводом короля Владислава II Ягелло виступила з Вольборжа і через тиждень з'єдналося з литовським військом біля міста Червене, після чого рушили на Марієнбург. 9 липня союзники перейшли кордон ордена в Пруссії, зайнявши кілька важливих пунктів. 10 липня вони вийшли до річки Дрвенца, поблизу Торуня. Саме після переправи через річку орденське командування мало намір атакувати польсько-литовські війська. Угадавши задум суперника, Ягайло і Вітовт відводять війська до міста Дзялдово (нім. Зольдау), щоб рушити в обхід тевтонських укріплень. Фон Юнгінген переводить війська до Танненберга, з метою не дати полякам просунутися далі у володіння ордена. До вечора 14 липня польсько-литовська армія підійшла до місця зосередження сил противника, який перебував між Танненбергом і Грюнвальдом. Саме там 15 липня 1410 відбулося вирішальна битва Великої війни.

### Битва під Грюнвальдом

Битва під Грюнвальдом, картина Яна Матейка

Грюнвальдська битва вирішила результат війни на користь союзників. Їх армія почала рухатися до Мальборка, не зустрівши опору ні в одному місті по дорозі. 25 липня війська підійшли до Мальборка (Марієнбург), але спроби взяти його були неорганізовані і розрізнені, тому не привели до успіху. Незабаром велика частина польських військ повернулася до Польщі. Облога міста тривала 2 місяці, проте дії військ були нерішучі. А тим часом у місті був підготовлений загін, очолюваний Генріхом фон Плауеном, на заході, в Німеччині, збиралися знову тевтонські найманці, а з північного сходу рухалися лівонці. Умілі дії загону Плауена послаблювали поляків, день за днем їх стан погіршувався. Незабаром у стані союзників почалася епідемія, між поляками і литовцями стався розлад, тому Вітовт дав наказ зняти облогу і повертатися. Незабаром облогу змушений був зняти і Ягайло. Умілі дії фон Плауена визначили результат облоги і врятували орден і його столицю від повного розгрому.

## Завершення війни
У лютому 1411 року в місті Торунь Польща і Велике князівство Литовське уклали з Тевтонським орденом мирний договір, за яким орден повертав всі зайняті раніше у Польщі та Литви території і виплачував контрибуцію, за Польщею закріплювалася Самогітія.
Польща в свою чергу зобов'язалася повернути ордену прусські землі і відпустити полонених лицарів.
Поразка ордена підтвердила важливість об'єднання зусиль народів у боротьбі проти агресії. Литва і Польща зупинили загарбницьку діяльність ордена в польсько-литовських землях і полегшили становище псковських і новгородських земель. Підсумок Великої війни полегшив національно-визвольну боротьбу в Центральній Європі.
Грюнвальдська битва є, безперечно, однією з найбільших битв Середньовіччя як за масштабами, так і з військово-політичним підсумками. На відміну від локальних епізодів протистояння агресії хрестоносців, Грюнвальд став стратегічною перемогою слов'ян і литовців над тевтонцями. З цієї битви почався занепад Ордена, який протягом багатьох десятиліть був головною військовою силою Прибалтики.